# دان كيسي
دان كيسي (بالإنجليزية: Dan Casey)‏ هو لاعب كرة قاعدة أمريكي، ولد في 20 نوفمبر 1862 في بينغامتون في الولايات المتحدة، وتوفي في 8 فبراير 1943.

## وصلات خارجية
- دان كيسي على موقعبيزبول رفرنس.كوم (الدوري الرئيسي) (الإنجليزية)
- دان كيسي على موقع جمعية أبحاث البيسبول الأمريكية (الإنجليزية)